# Championnat d'Irlande du Nord féminin de football 2025
Navigation
Édition précédente Édition suivante
La saison 2025 du Championnat d'Irlande du Nord féminin de football Women's Premier League est la vingt-deuxième saison du championnat. Le Cliftonville Ladies Football Club vainqueur de l'édition précédente remet son titre en jeu. Le championnat est réduit à huit équipes seulement.

## Organisation
C'est la troisième saison professionnelle de la compétition.
Le championnat est réduit à huit équipes avec la relégation de Mid-Ulster. Aucune équipe n'est promue de deuxième division. 
Le Sion Swifts Ladies And Girls Football Club qui a pourtant remporté le Championship n'est pas promu. Sa décision de se retirer du championnat quelques jours avant le commencement de la saison 2024 a contraint la NIFL de revoir son organisation. Sion Swifts n'ayant pas déposé de dossier administratif en vue d'une éventuelle remontée à temps, il ne pouvait être promu. Larne Women qui a terminé le championnat à la huitième place aurait pu avoir à disputer un match de barrage mais comme aucune équipe de Championship n'était en position de proposer un dossier administratif et économique satisfaisant son maintien est devenu automatique.
Les huit équipes engagées s'opposent dans un système de poule avec des matchs aller et retour soit seize rencontres par équipe. Le club terminant à la première place est déclaré champion d'Irlande du Nord et se trouve qualifié pour le tour préliminaire de la Ligue des champions féminine de l'UEFA 2026-2027. Le club terminant à la dernière place est relégué en deuxième division.

## Les clubs participants
| \| Glentoran Crus. Linfield Clift. Derry City Lisburn Ladies Larne Lisburn Rangers \| Localisation des clubs engagés dans le championnat. |
| Glentoran Crus. Linfield Clift. Derry City Lisburn Ladies Larne Lisburn Rangers                                                           |

Ce tableau présente les six équipes qualifiées pour disputer le championnat. 
| Club                                      | Manager         | Stade                | Capacité | Ville       |
| ----------------------------------------- | --------------- | -------------------- | -------- | ----------- |
| Cliftonville Ladies Football Club         | John McGrady    | Stade de Solitude    | 3 054    | Belfast     |
| Crusaders Strikers Football Club          | Jonny Tuffey    | Seaview              | 3 383    | Belfast     |
| Derry City Ladies Football Club           | Paul Dixon      | Brandywell Stadium   | 3 700    | Londonderry |
| Glentoran Women's Football Club           | Billy Clarke    | Blanchflower Stadium | 1 100    | Belfast     |
| Larne Football Club Women                 | Daniel Carlisle | Inver Park           | 6 000    | Larne       |
| Linfield Ladies Football Club             | Ryan McConville | Midgley Park         | -        | Belfast     |
| Lisburn Ladies Football Club              | Andy Boyd       | Bluebell Stadium     | 1 280    | Lisburn     |
| Lisburn Rangers Ladies FC & Girls Academy | Hugh Sinclair   | Crewe Park           | -        | Glenavy     |

### Les changements d'entraîneurs
Le premier club à changer d'entraîneur est cette année le Derry City Ladies Football Club. Après seulement une rencontre de championnat il démissionne avec toute son équipe technique.

## Compétition

### La pré-saison
Vainqueur du triplé en 2024, championnat, coupe et coupe de la Ligue, Cliftonville Ladies arrive quelque peu affaiblie par le départ de quatre joueuses majeures de l'équipe. Toni Leigh Finnegan a rejoint les écossaises d'Aberdeen,  Louise McDaniel et Danielle Maxwell ont signé en Angleterre à Burnley et l'arrière gauche Hannah Doherty a rejoint les rivales de Linfield.
La pré-saison est occupée sportivement par les premières rencontres de coupe de la Ligue féminine puis par le premier tour de la Women's All-Island Cup pour les quatre équipes ayant terminé aux quatre premières places du championnat 2024. La coupe de la Ligue est remportée par Cliftonville qui s'impose en finale le 28 juin contre leurs grandes rivales Glentoran.

### Les moments forts de la saison
Le championnat débute le 9 mai 2025. Les championnes 2024 sont accrochées à domicile par le Linfield Ladies. Menées par un but à la 55e minute, les championnes doivent leur égalisation qu'à un tir de loin de Marissa Callaghan. Malgré plusieurs occasions, Cliftonville c'est montrée incapable de remporter la rencontre. Les meilleurs débuts de saison sont à trouver du côté de Glentoran et des Lisburn Rangers victorieuses respectivement 6-1 et 5-0.

### Classement
| Rang | Équipe                   | Pts | J  | G  | N | P  | Bp | Bc | Diff |
| ---- | ------------------------ | --- | -- | -- | - | -- | -- | -- | ---- |
| 1    | Glentoran Women's        | 30  | 11 | 10 | 0 | 1  | 44 | 9  | +35  |
| 2    | Linfield Ladies          | 29  | 11 | 9  | 1 | 1  | 56 | 12 | +44  |
| 3    | Cliftonville Ladies T CL | 23  | 9  | 7  | 1 | 1  | 23 | 5  | +18  |
| 4    | Lisburn Rangers          | 18  | 10 | 6  | 0 | 4  | 20 | 17 | +3   |
| 5    | Crusaders Strikers       | 12  | 11 | 4  | 0 | 7  | 17 | 31 | -14  |
| 6    | Derry City Ladies        | 9   | 11 | 3  | 0 | 8  | 14 | 30 | -16  |
| 7    | Lisburn LFC              | 3   | 10 | 1  | 0 | 9  | 4  | 28 | -24  |
| 8    | Larne Women              | 3   | 11 | 1  | 0 | 10 | 8  | 52 | -44  |

| Légende : Qualifications et relégations | Légende : Qualifications et relégations                                                                                    |
| --------------------------------------- | --- |
|                                         | Ligue des champions féminine de l'UEFA 2026-2027                                                                           |
|                                         | Barrage de relégation |
|                                         | Relégation |
|                                         | T : Tenant du titre P : Promu C : Vainqueur de la Coupe d'Irlande du Nord 2025 CL : Vainqueur de la Coupe de la Ligue 2025 |

### Résultats
| Résultats (▼dom., ►ext.)                                   | CFT | CRU | DER | GLT | LAR  | LIN | LIS | LRA |
| Cliftonville Ladies                                        |     | 2-1 | .   | 0-2 | 8-0  | 1-1 | .   | .   |
| Crusaders Strikers                                         | 0-3 |     | 4-2 | 0-8 | 4-1  | 0-6 | .   | 0-2 |
| Derry City Ladies                                          | 1-3 | .   |     | 2-4 | 1-4  | 0-4 | 1-0 | .   |
| Glentoran Women's                                          | 0-2 | 5-0 | 4-0 |     | 1-0  | .   | .   | 4-1 |
| Larne Women                                                | .   | .   | 0-4 | 1-4 |      | 1-9 | 0-2 | 1-3 |
| Linfield Ladies                                            | .   | 2-1 | 5-1 | 2-6 | 11-0 |     | -   | 5-2 |
| Lisburn Ladies                                             | 0-2 | 0-2 | 0-2 | 1-6 | .    | 0-6 |     | 1-3 |
| Lisburn Rangers                                            | 0-2 | 0-5 | 2-0 | .   | 5-0  | .   | 1-0 |     |
| - Victoire à domicile - Match nul - Victoire à l'extérieur |     |     |     |     |      |     |     |     |

### Meilleures buteuses
| Place              | Joueuse            | Club            | Buts |
| ------------------ | ------------------ | --------------- | ---- |
| Médaille d'or      | Cora Chambers      | Linfield        | 11   |
| Médaille d'argent  | Eve Reilly         | Linfield        | 11   |
| Médaille de bronze | Kascie Weir        | Glentoran       | 6    |
| 4                  | Gracie Conway      | Lisburn Rangers | 4    |
| 5                  | Caitlin McGuinness | Cliftonville    | 3    |
| 6                  | Aimee Kerr         | Glentoran       | 2    |
| 7                  | Rebecca Mann       | Crusaders       | 2    |

## Bilan de la saison
| Championnat d'Irlande du Nord féminin de football 2025        |
| Champion                                                      |
| Qualifications continentales                                  |
| Ligue des champions féminine de l'UEFA 2026-2027              |
| Promotions et relégations                                     |
| Promus en Championnat d'Irlande du Nord féminin de football   |
| Relégués en Championnat d'Irlande du Nord féminin de football |